# Agnietenkapel (Amsterdam)
De Agnietenkapel is een middeleeuwse kapel aan Oudezijds Voorburgwal 231 in Amsterdam en bakermat van de Universiteit van Amsterdam. Het gebouw is nu in gebruik voor academische plechtigheden van de Universiteit van Amsterdam zoals promoties en afscheidscolleges. Ook worden er congressen, symposia en lezingen gehouden.

## Geschiedenis

### Kloosterkapel
De Agnietenkapel bevindt zich aan de "stille zijde", het rustige zuidelijke gedeelte van de Oudezijds Voorburgwal. Hier stonden in de middeleeuwen een groot aantal rooms-katholieke kloosters. De dubbelkapel uit 1470 hoorde bij het nonnenklooster van de franciscaanse zusterorde van de heilige Agnes.

### Athenaeum Illustre
Na de Alteratie (1578) werden de kloosters gesloten of gesloopt. De Agnietenkapel was een van de weinige rooms-katholieke gebouwen die bleven bestaan en een nieuwe bestemming kregen. De kapel werd in 1631 in gebruik genomen als instelling voor hoger onderwijs, het Athenaeum Illustre, de voorloper van de Universiteit van Amsterdam.
Het Athenaeum Illustre diende als een soort tussenschool tussen de Latijnse school en de universiteit. Er konden geen academische graden worden behaald, aangezien elk gewest maar één universiteit mocht hebben, en die van Holland al in Leiden stond. Gerardus Vossius en Caspar Barlaeus hielden respectievelijk op 8 en 9 januari 1632 hun inaugurele redes in de kapel als hoogleraar van het Athenaeum Illustre. De colleges van de hoogleraren in de grote gehoorzaal op de eerste verdieping – de oudste collegezaal van Amsterdam – waren openbaar en voor iedereen toegankelijk. Ze werden elke ochtend van 9 tot 11 door de hoogleraren in het Latijn gegeven.
De benedenverdieping van de kapel werd na de Alteratie gebruikt als arsenaal van de Admiraliteit van Amsterdam, tot de bouw van 's Lands Zeemagazijn (het huidige Scheepvaartmuseum) in 1656. Op zolder werd in 1632 de "stadsboekerij", voorloper van de huidige  universiteitsbibliotheek, ondergebracht. In de 19e eeuw was deze collectie zo groot geworden – en de Agnietenkapel zo bouwvallig – dat de collectie op een andere locatie ondergebracht werd.
Toen de kapel te klein werd voor het Athenaeum Illustre, verhuisde het in 1864 naar de Handboogdoelen (ook wel Garnalendoelen of St. Sebastiaansdoelen genoemd) aan het Singel.

### Universiteitsmuseum
Tot 1919 werd in de kapel een lagere school ondergebracht. In 1921 werd de kapel verbouwd, waarbij het poortje van de voormalige Stadstimmertuin aan de Nieuwe Doelenstraat als toegangspoort van de kapel geplaatst werd.
Na de verbouwing van 1921 werd de kapel in gebruik genomen als universiteitsmuseum. Het museum verhuisde na de verbouwing van 2004-2007 naar de nieuwe afdeling Bijzondere Collecties van de universiteitsbibliotheek aan de Oude Turfmarkt.

### Restauratie
De Agnietenkapel werd in 2004-2007 gerestaureerd en op 20 februari 2007 heropend door burgemeester Job Cohen. Bij de restauratie zijn het beschilderde plafond en de gebrandschilderde glas-in-loodramen van Willem Bogtman in de grote gehoorzaal op de eerste verdieping hersteld. Ook heeft de kapel een verbouwing ondergaan. De voormalige stegen aan de zijkanten van de kapel zijn omgevormd tot glasoverkapte buitenruimten, en een lift en andere facilitaire functies zijn aangebracht in het naastgelegen gebouw Purperhoedenveem.

## Afbeeldingen

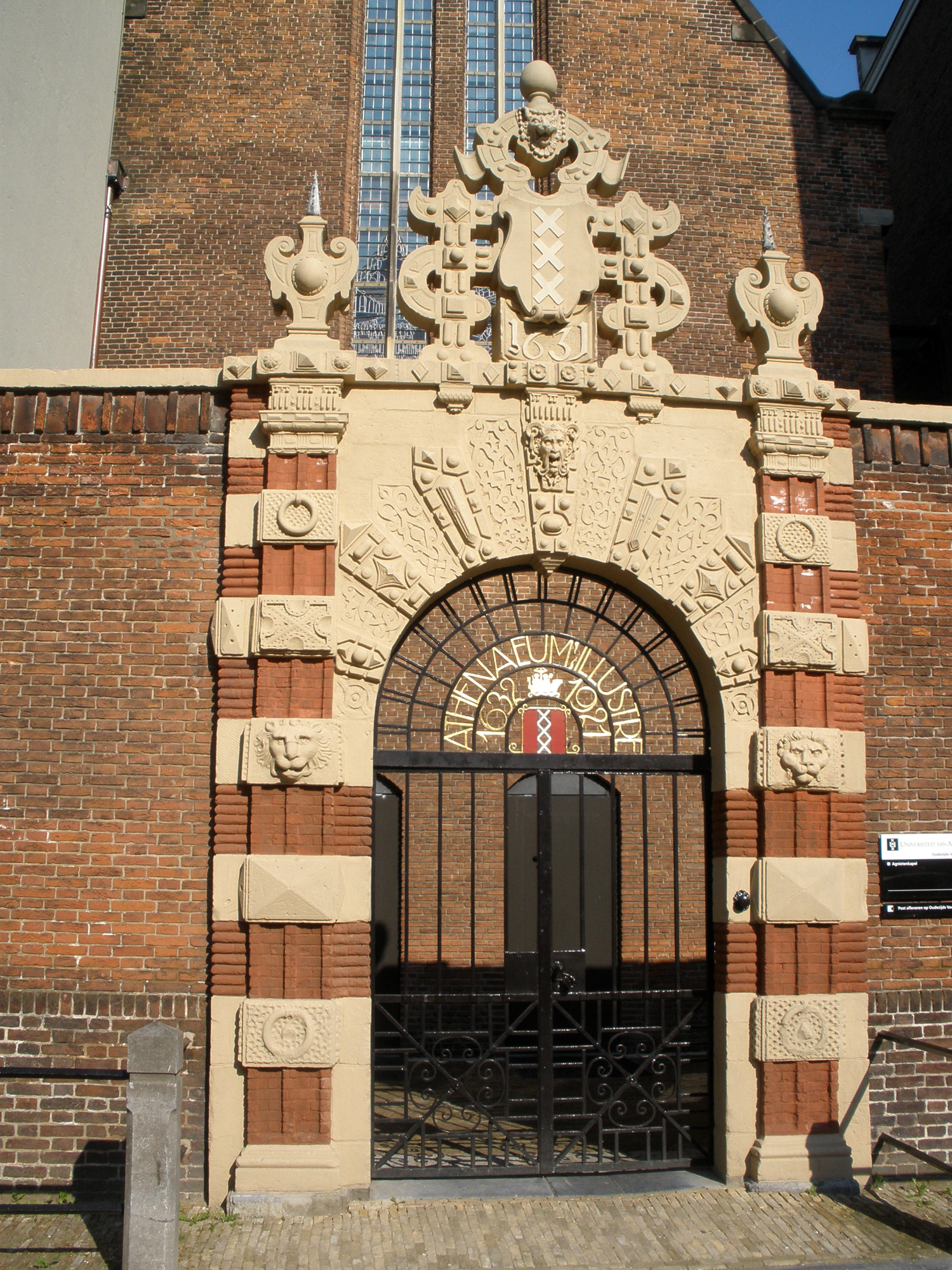
Het poortje van de kapel
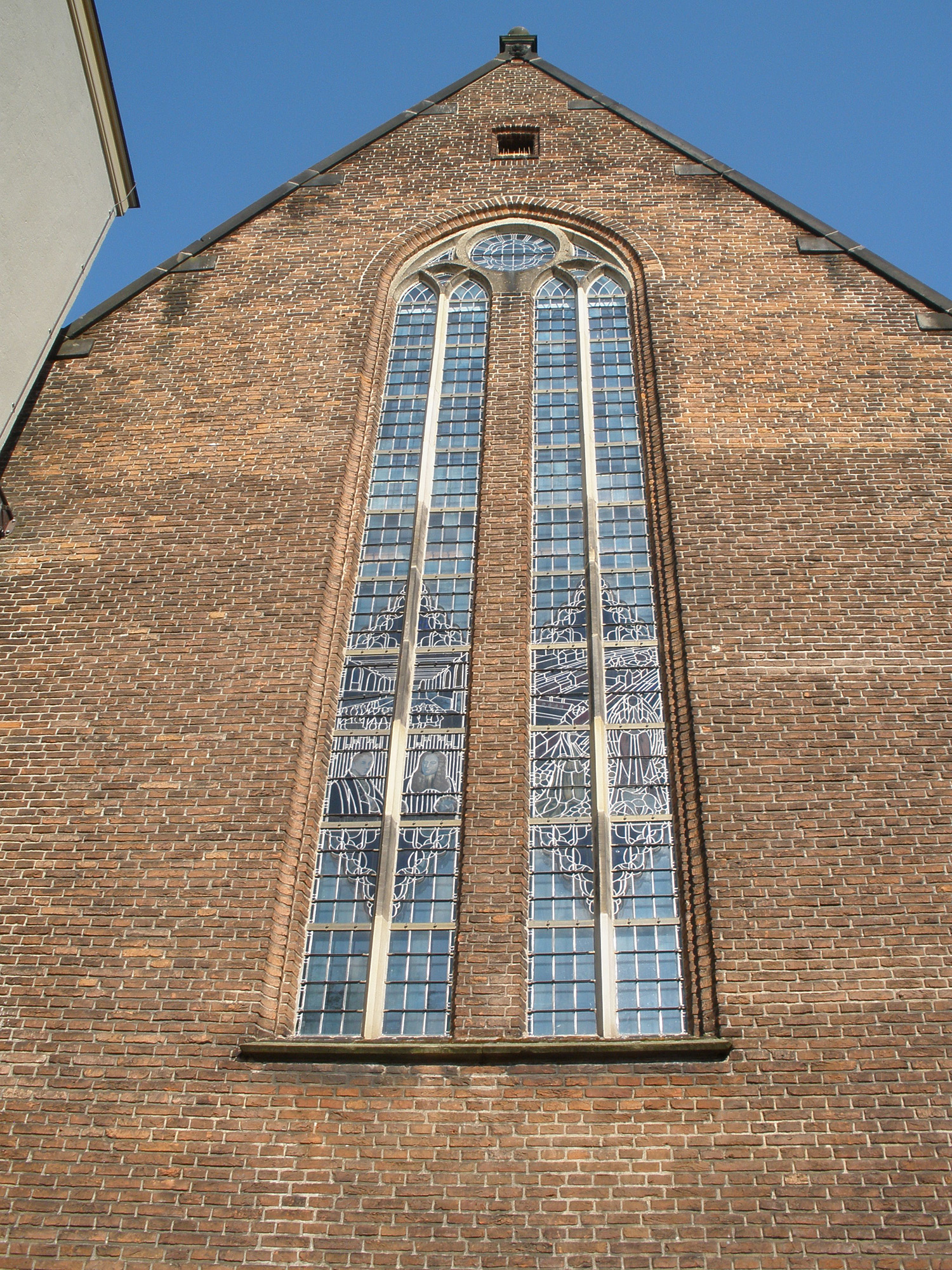
De gebrandschilderde ramen
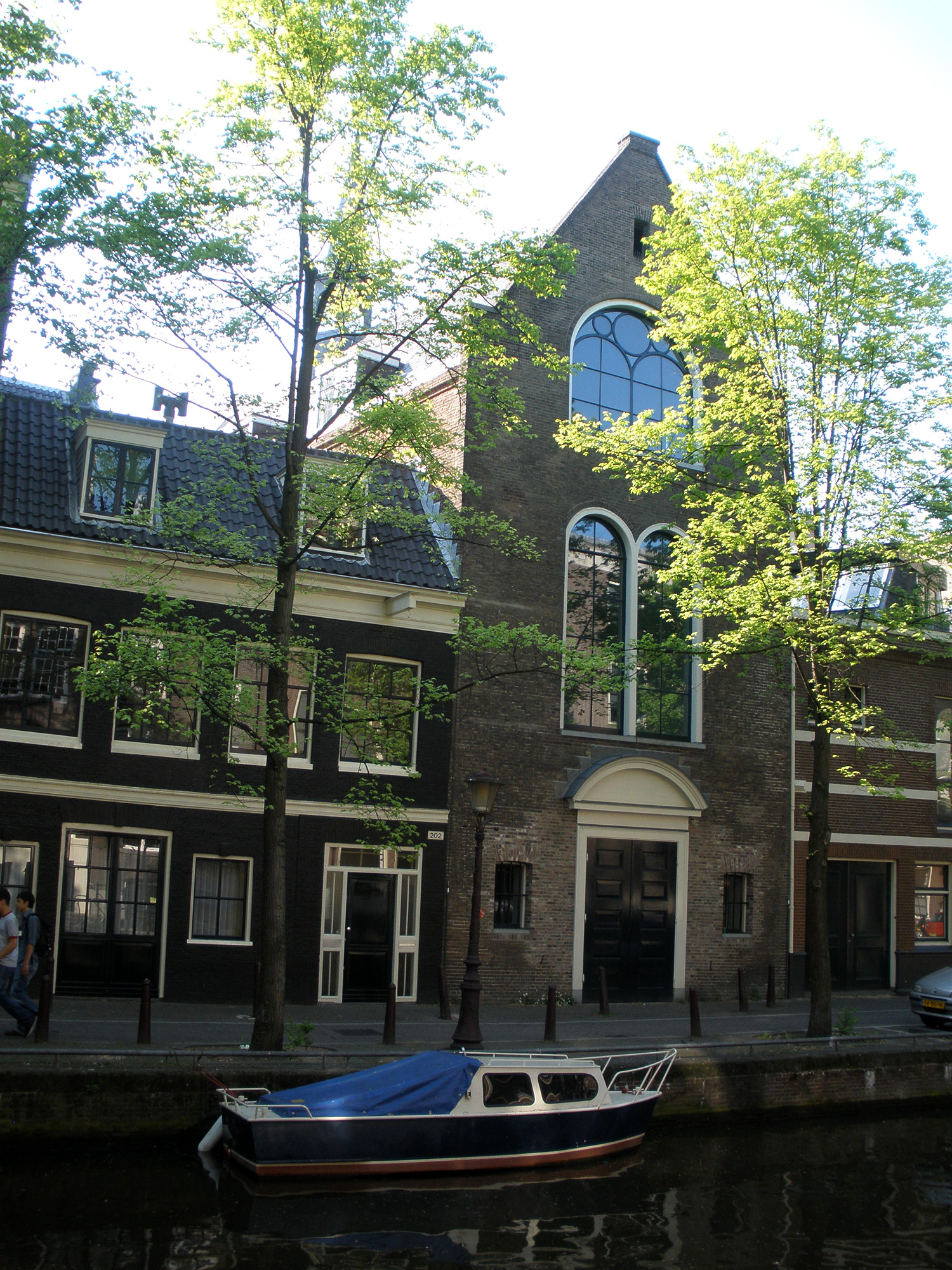
De achterkant van de kapel op de Oudezijds Achterburgwal
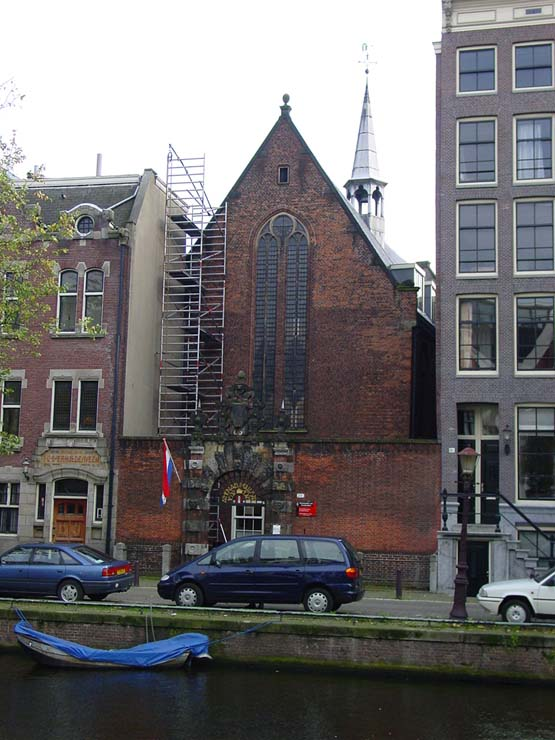
De Agnietenkapel tijdens de restauratie. Foto: bma.amsterdam.nl
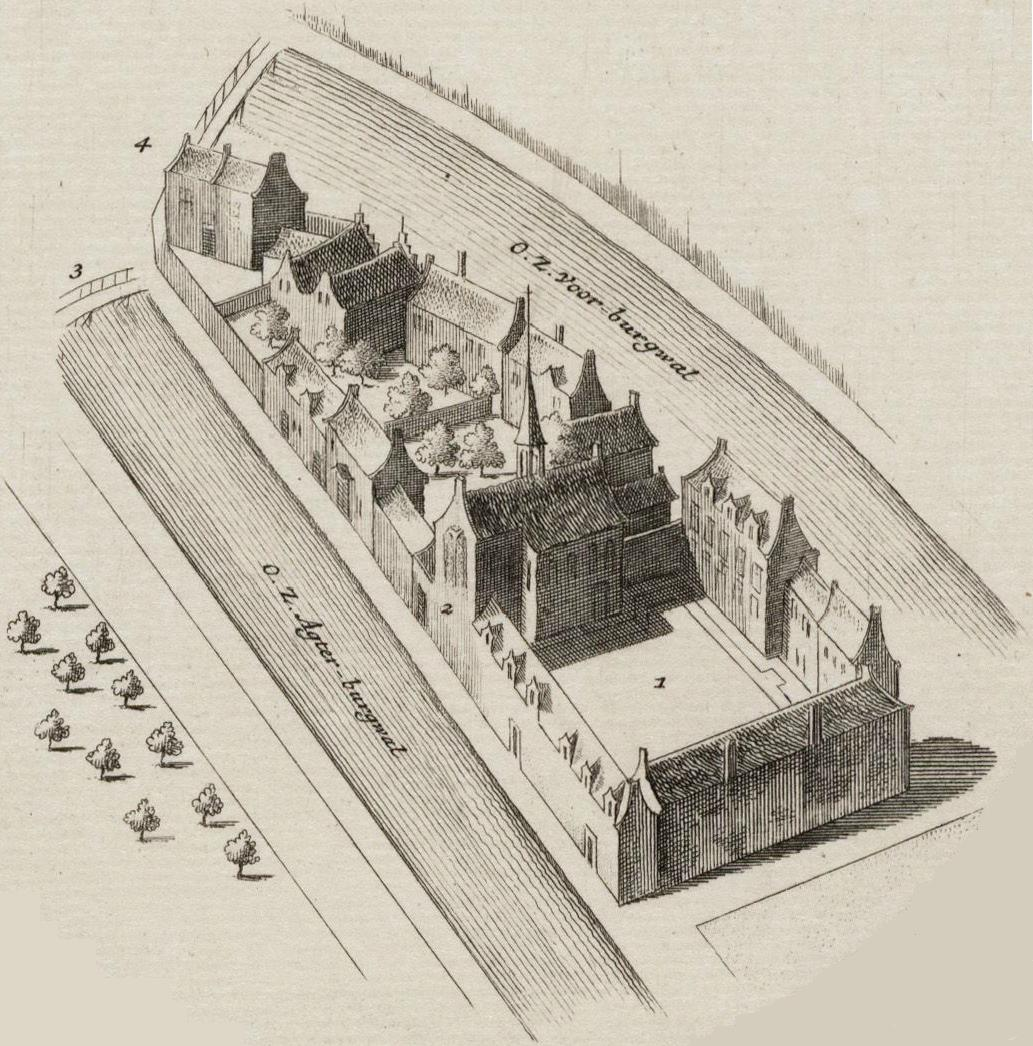
De Agnietenkapel en -klooster (1544). Vogelvlucht vanuit het noorden. Bovenaan het Huis aan de Drie Grachten
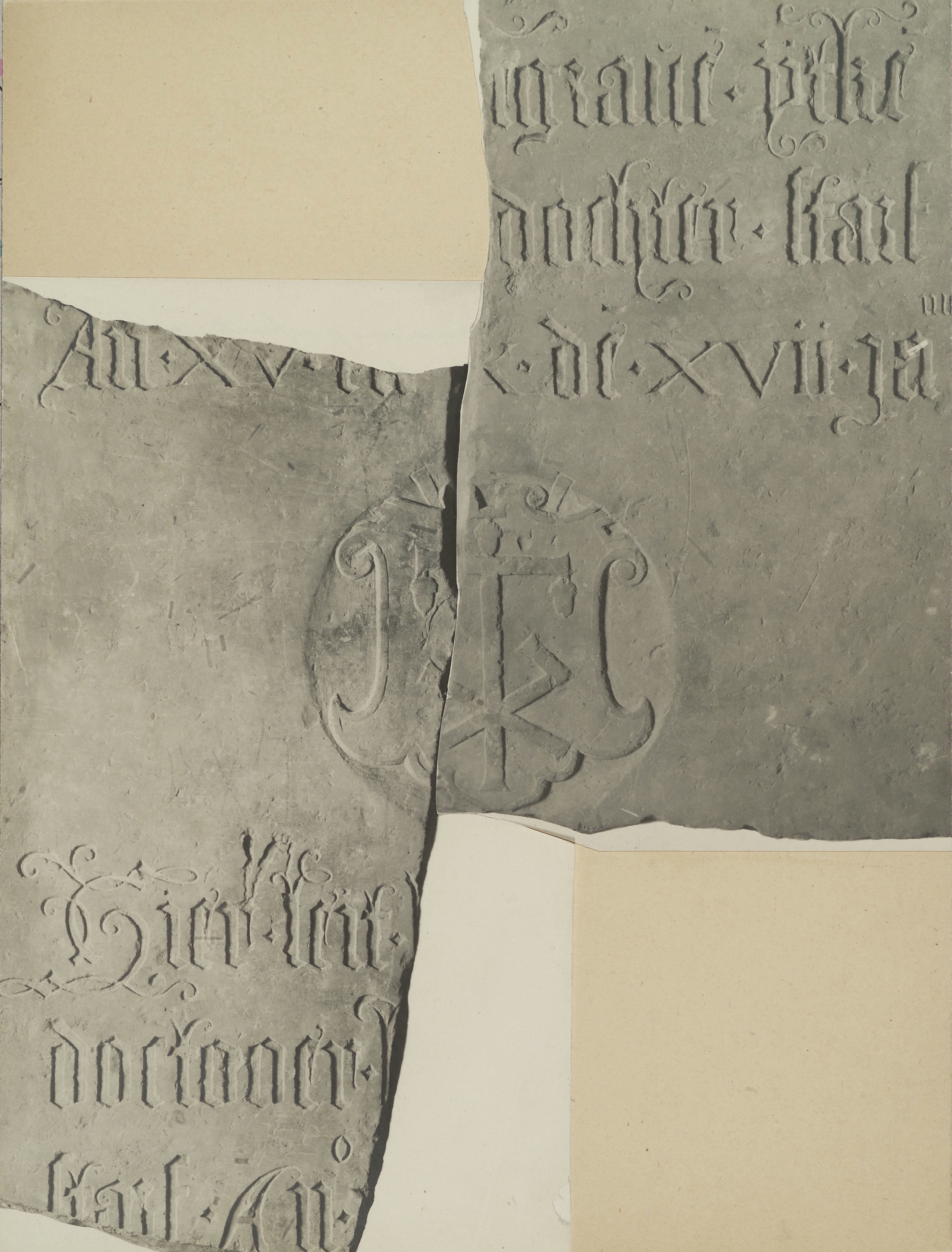
Delen van een grafzerk, twee afbeeldingen aan elkaar, genomen in 1919